# Конвертер МС К-1

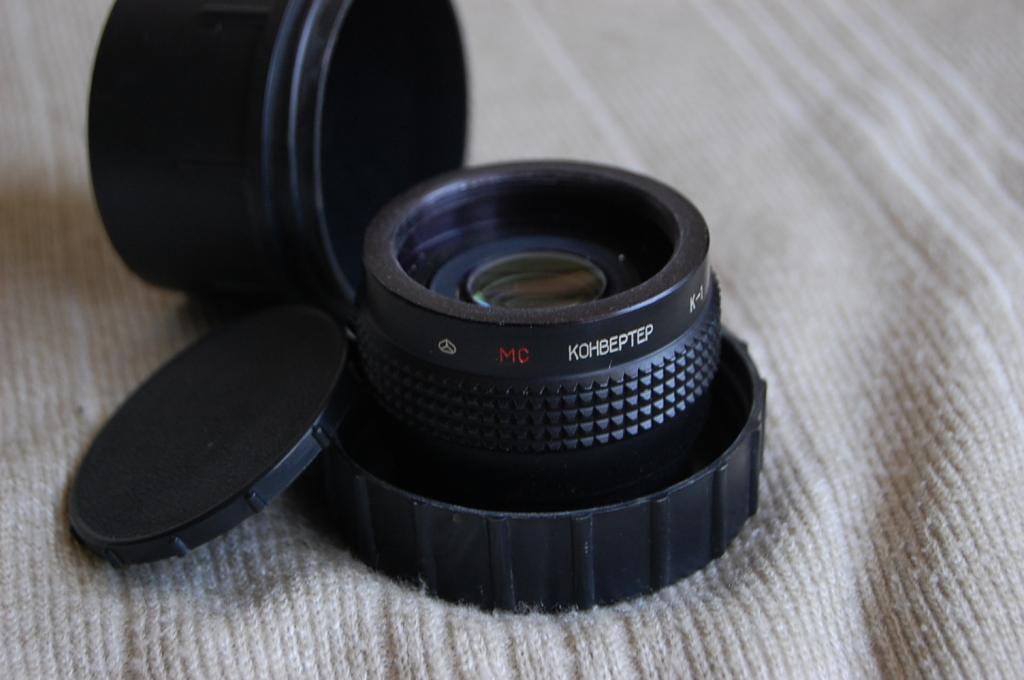
Телеконвертер — оптическая система, устанавливаемая между корпусом фотоаппарата и съёмочным объективом для увеличения его фокусного расстояния.

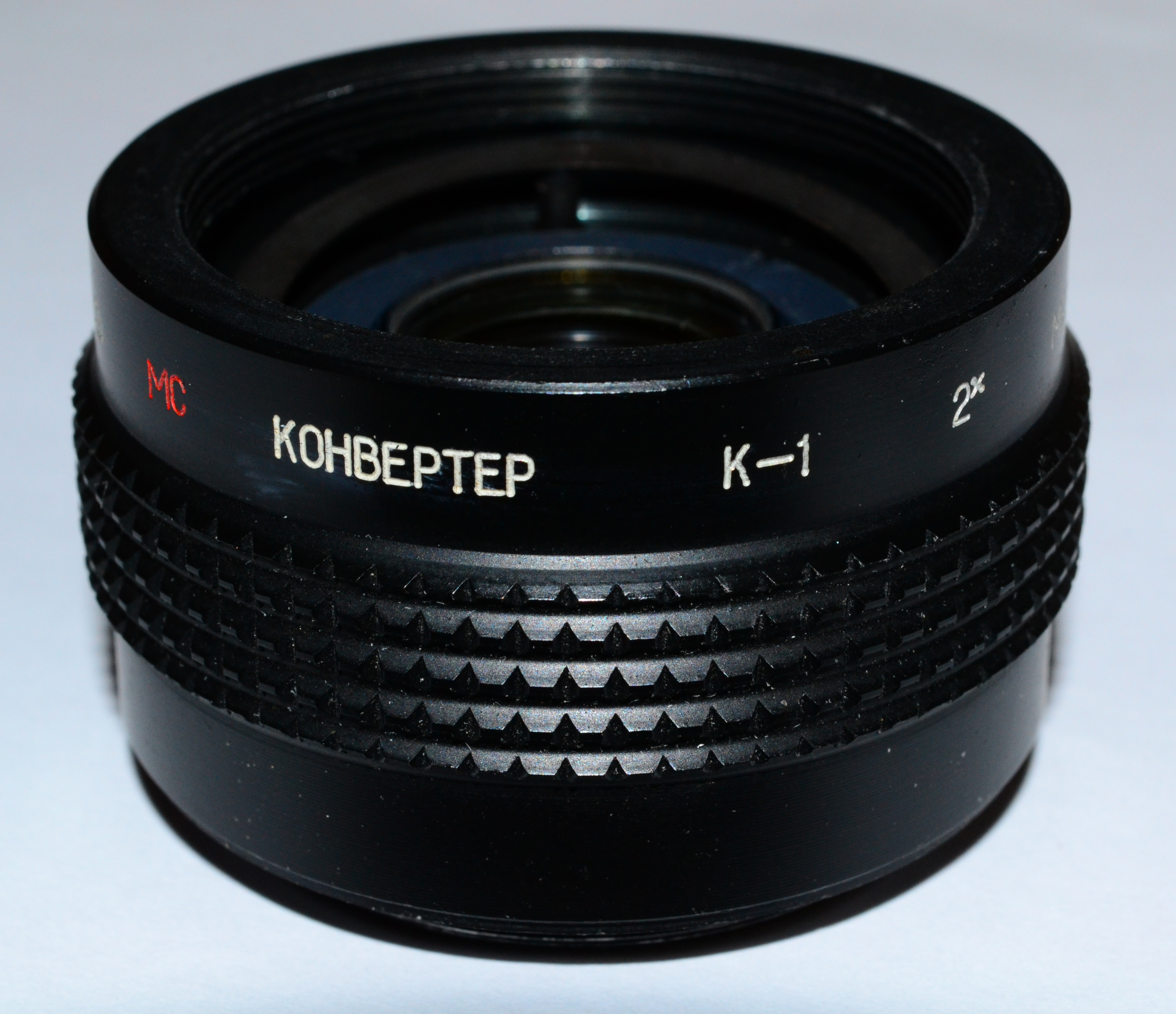
Телеконвертер МС К-1

Телеконве́ртер МС К-1 — телеконвертер, выпускавшийся на заводе «Арсенал», Киев в 1980-е годы.
Телеконвертер — оптическая система, устанавливаемая между корпусом фотоаппарата и съёмочным объективом для увеличения его фокусного расстояния. Наличие у фотографа недорогого, компактного и лёгкого телеконвертера позволяло превратить нормальный (штатный) объектив в длиннофокусный, что было немаловажно в условиях товарного дефицита.

## Характеристики
Телеконвертер МС К-1 увеличивает фокусное расстояние объектива в 2 раза.
Телеконвертер МС К-1 выполнен в виде компактного цилиндрического корпуса, имеет наружное резьбовое крепление M42×1 для присоединения к фотоаппарату типа «Зенит» и внутреннее — для вворачивания объектива. Рассчитан на рабочий отрезок 45,5 мм. Многослойное просветление. Имеет привод «прыгающей» диафрагмы для работы с объективами серии «М». Может использоваться для макросъёмки. Масса не более 120 г.

## Особенности
Отрицательной стороной использования телеконвертеров является заметное уменьшение относительного отверстия оптической системы. Численно относительное отверстие уменьшается кратно увеличению телеконвертера.
На практике это означает, что использование 1,4× конвертера уменьшает значение экспозиции в два раза, 2× — соответственно в четыре раза. Телеконвертер также увеличивает оптические аберрации самого объектива.
Комбинация телеконвертер + штатный объектив (например, с фокусным расстоянием 50 мм) дешевле, чем телеобъектив с фокусным расстоянием 100 мм. Однако, при прочих равных, телеобъектив даёт лучшее качество изображения, чем неспециализированный объектив с телеконвертером.